# Лляло

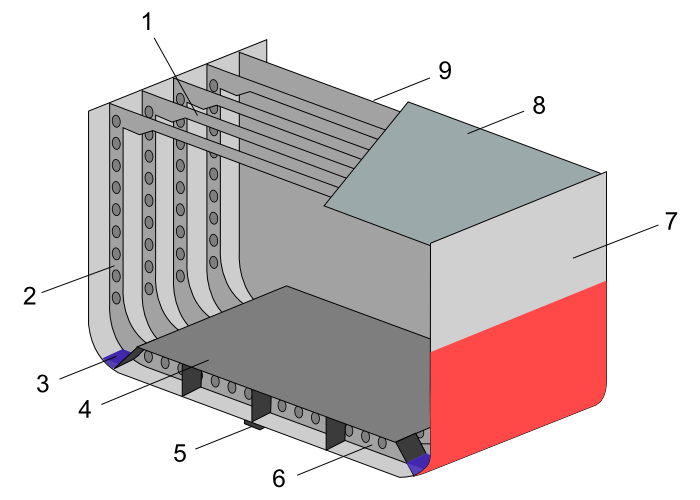
Лляла (позначені синім і цифрою 3) на схемі набору судна. Шпангоути позначені цифрою 2, друге дно — цифрою 4.

Лляло — заглибина по довжині трюму (відсіку) судна між скуловим поясом зовнішньої обшивки і похилим міждонним листом (скуловим стрингером), призначена для збору трюмної води. Також ллялами називаються водопротоки між відсіками протилежних бортів, які служать для переливання води з одного борту на другий.
Води в трюмі (лляльні води) утворюються внаслідок просочування забортної води через зовнішню обшивку, а також внаслідок відпотівання, продування механізмів тощо. Лляльні води збираються у ллялах, а надалі за допомогою осушувальної системи видаляються за борт (у випадку забруднених лляльних вод вони збираються в спеціальні цистерни).
Лляла проходять вздовж бортів, являючи собою найнижчі ділянки другого дна. Глибина лляла має бути такою, щоб при крені трюмні води не потрапляли на настил другого дна, де розміщається вантаж (не менш за половину висоти подвійного дна, але не нижче ніж 460 мм над основною площиною).
На дерев'яних суднах (з одинарним дном) лляло — особливе місце (ящик) в середній частині корпусу (біля мідель-шпангоута), куди стікала вода по лімбербордових каналах. Лімбербордові канали (від англ. limber board) проходили між кільсоном і першим поясом внутрішньої обшивки (лімбербордовим поясом). Для протікання води через шпангоути в їх флортимберсах робили пропили — лімберголи (англ. limber holes). Зверху канали закривали лімбербордовими дошками. З лляла трюмні води викачувалися трюмною помпою.